# لیو جیانی
لیو جیانی (چینی ساده: 刘建业; چینی سنتی: 劉建業; پین‌یین: Liú Jiànyè ؛ زادهٔ ۱۷ ژوئن ۱۹۸۷) یک بازیکن فوتبال اهل جمهوری خلق چین است.
وی همچنین در تیم ملی فوتبال چین بازی کرده‌است.